# История на Афганистан
През цялата си история, Афганистан е бил управляван от различни завоеватели – персите, Александър Велики, арабите, които през VII век ислямизират страната.

## Доислямска история
- XVII в. пр.н.е. – на територията на Афганистан от север нахлуват индоарийски племена, които сформират историческата област Гандхара
- VI в. пр.н.е. – територията на Афганистан влиза в състава на империята на Ахеменидите
- В IV пр.н.е. територията на Афганистан е завладяна от Александър Македонски и впоследствие влиза в състава на царството на Селевкидите.
- Гръко-бактрийско царство
- I – V век – Кушанска империя, начало на разпространение на будизма
- V век – Ефталитско царство
- VI век – територията влиза в състава на държавата на Сасанидите и по-късно Саманидите
- VII век – VIII век – Арабско завоюване
- XI век – държава на Газневидите
- 1148 – 1206 – Гуриди
- През XIV век територията на Афганистан влиза в състава на тюрко-монголската империя на Тимуридите. В Херат се създава втори държавен център. Последният Тимурид и основател на Моголската империя Бабур, разбит от членове на Златната орда, основава през XVI век нова империя с център в Кабул, откъдето започва победоносни походи към Индия. Скоро Бабур се преселва в Индия, а територията на Афганистан влиза в състава на шиитски Иран на Сефевидите.
- XVIII век – образуване на феодални афгански ханства.

В 1709 пущунските племена вдигат въстание срещу Иран и образуват Гилзайско княжество със столица Кандахар, което е разгромено през 1737 от иранската армия на Надир-шах Афшар.

## Дуранийска държава и емирство
След разпадането на Иран в 1747 г. Ахмад-Шах Дурани основава първата афганска държава със столица Кандахар. Провъзгласен е за шах от съвета на старейшините (Лоя Джирга). При управлението на сина му Тимур-Шах Дурани (1773 – 1793) столицата е пренесена в Кабул. Следващ владетел на Афганистан става Земан-шах (1793 – 1801), свален от брат си Махмуд-Шах Дурани (1801 – 1803). Образува се емирство Афганистан (1823 – 1926).

## Британска колониална експанзия
През 18 век, когато Афганистан се формира като държава, две от Великите сили на времето настъпват към него от противоположни посоки в Голямата игра: Великобритания, заета със завладяването на Индия между 1757 и 1857, настъпва от изток, а Русия от запад.
Британската съпротива спрямо аспирациите на Русия към Централна Азия и особено към Персия води до избухването на поредица англо-афгански войни. При обсадата на Херат от 1837 – 1838 иранците изпращат армия срещу британците в опит да ги отблъснат от страната.

### Първа англо-афганска война
При първата англо-афганска война (1839 – 1842) афганистанците оказват силно съпротивление срещу нахлуването на войски на британската Източноиндийска компания в емирство Афганистан. Първоначално бриатнците се намесват в спора по наследяване между Дост Мохамед Хан от династията Баракзай и бившия емир шах Шуджах (Shah Shujah) от династията Дурани, когото са подкрепили като владетел след завладяването на Кабул през август 1839 г. Основните британски сили, съставени от индийци и сикхи, са принудени да прекарат тежки зими, след което през януари 1842 г. отстъпват Кабул и са почти напълно унищожени. След това британците изпращат специална „армия на отмъщението“ (Army of Retribution), за да отмъстят за поражението си. След като разрушават част от столицата и освобождават затворниците, към края на годината те напускат Афганистан. Дост Мохамед се завръща от изгнание в Индия и възобновява управлението си.

### Втора англо-афганска война
Втората англо-афганска война (1878 – 1880) започва по повод отказа на Шер Али Хан да приеме британска мисия в Кабул. Този конфликт води до качването на трона на Амир Абдур Рахман Хан, известен като „железния Амир“. По време на неговото управление (1880 – 1901) британците и руснаците установяват официалните граници на съвременен Афганистан. Британците запазват контрол над външните работи. Реформите на Абдур Рахман в армията, съдебната система и структурата на управление водят до единство и стабилност в страната, непознати дотогава. Това е постигнато за сметка на силна централизация, сурови наказания на престъпленията и корупцията и известна международна изолация.
Синът на Абдур Рахман Хабибула Хан го наследява през 1901 г. и продължава с реформите. По време на Първата световна война Афганистан запазва неутралитет въпреки че немците окуражават антибританските настроения и действията на афганските бунтовници по границите с Британска Индия. През 1919 г. Хабибула е убит, вероятно от антибритански настроени членове на семейството. Неговият трети син Амануллах Кан напада Индия, с което започва трета англо-афганска война, приключила с договора от Равалпинди, с който Великобритания признава независимостта на Афганистан и установява прохода Хайбер като граница с Британска Индия. Афганистанците са в състояние да възобновят правото си на независима държава. Освен с британците, Афганистан установява приятелски отношения и с Русия, където вече са на власт болшевиките, и става една от първите държави, признали техния режим. Амануллах Кан започва реформиране на страната и е коронован през 1926 г. за падшах (крал) на Афганистан и основава Кралство Афганистан.